# تاووش (روستا)
تاووش (به ارمنی: Տավուշ) یک روستا نیمه گرمسیری در ارمنستان است که در استان تاووش واقع شده‌است. در ۴۹ کیلومتری شمال شرق ایجوان، مرکز استان تاووش واقع شده‌است.

## نامگذاری
Թովուզ, Թավուզ, Թովուզքենդ, Թոուզ, Թոուզքենդ, Թոուս, Տովուզ

## خصوصیات
تاووش ۱٬۴۵۴ نفر جمعیت دارد و در ۱۰۰۰ ارتفاع متر بالاتر از سطح دریا قرار گرفته‌است.

## نگارخانه

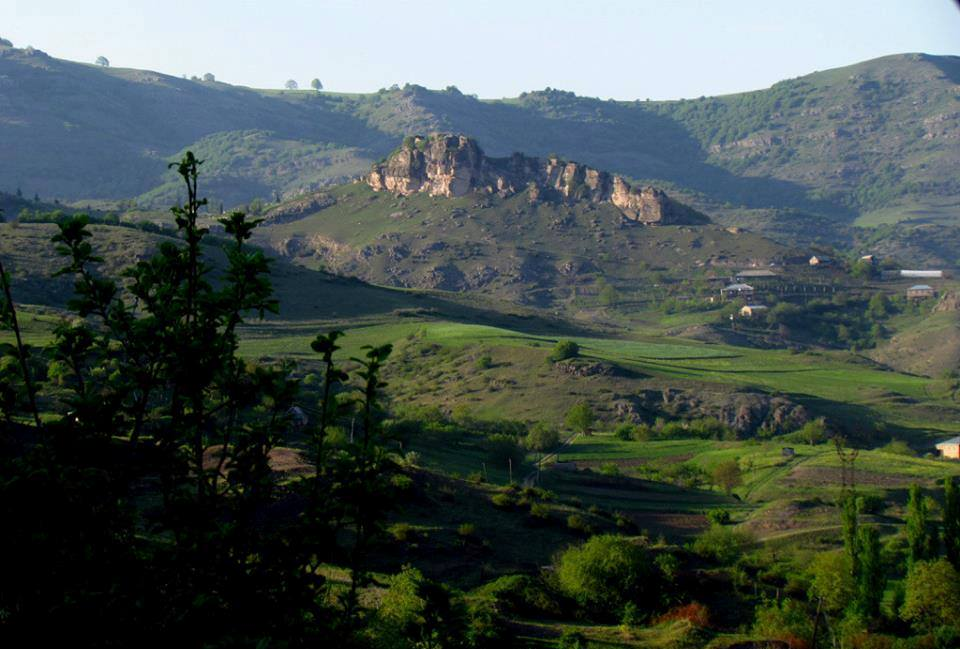
نمایی از پیرامون تاووش
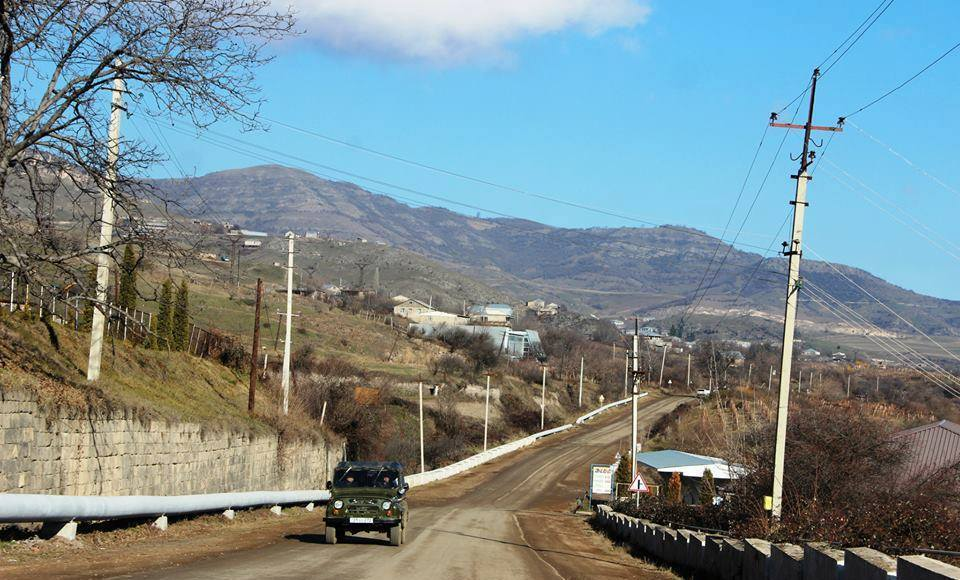
خیابانی در تاووش
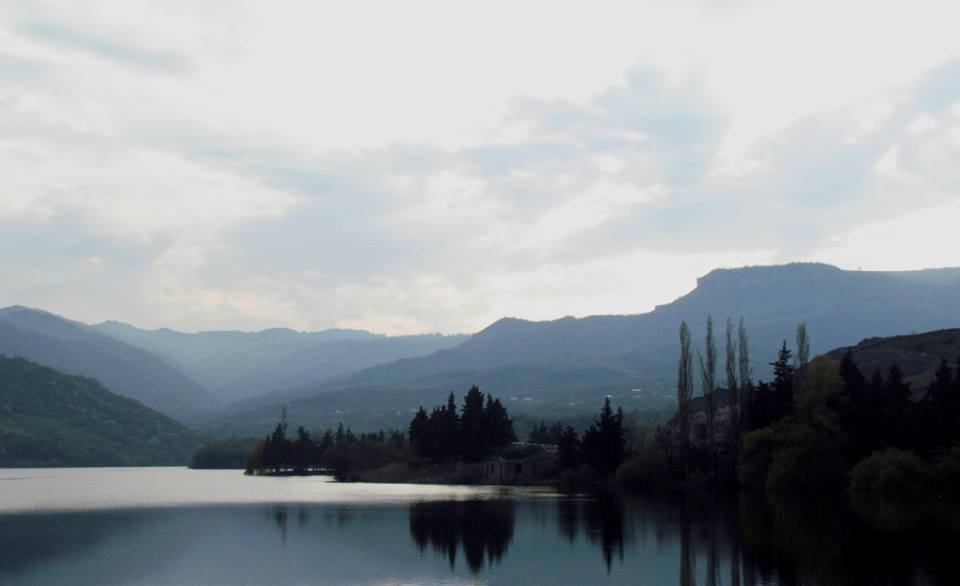
سد آبی تاووش
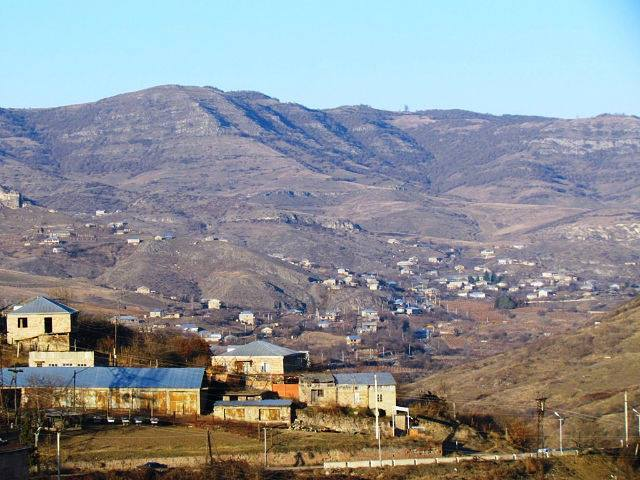
نمایی از تاووش